# František Dušek
František Dušek (1. září 1780, Dolní Dobrouč – 18. května 1844 tamtéž) byl český kantor a skladatel církevní hudby. Někdy je mylně ztotožňován s Františkem Xaverem Duškem (1731–1799), rovněž hudebním skladatelem, ale o půl století starším.